# 布洛克島
布洛克島（Block Island）是美國的一座島嶼，位於羅德島州華盛頓郡，行政上稱為紐索爾罕（New Shoreham）。島嶼面積約25平方公里，距離羅德島州本土約14公里、紐約長島東端的蒙托克約23公里。島嶼名稱來自於荷蘭航行家阿德里安·布洛克。

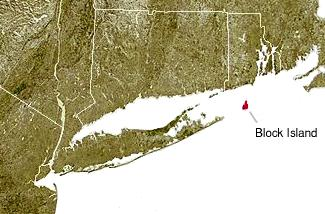
布洛克島的位置